# Acanthacaris tenuimana
Acanthacaris tenuimana är en kräftdjursart som beskrevs av Charles Spence Bate 1888. Acanthacaris tenuimana ingår i släktet Acanthacaris och familjen humrar. IUCN kategoriserar arten globalt som livskraftig. Inga underarter finns listade i Catalogue of Life.

## Bildgalleri

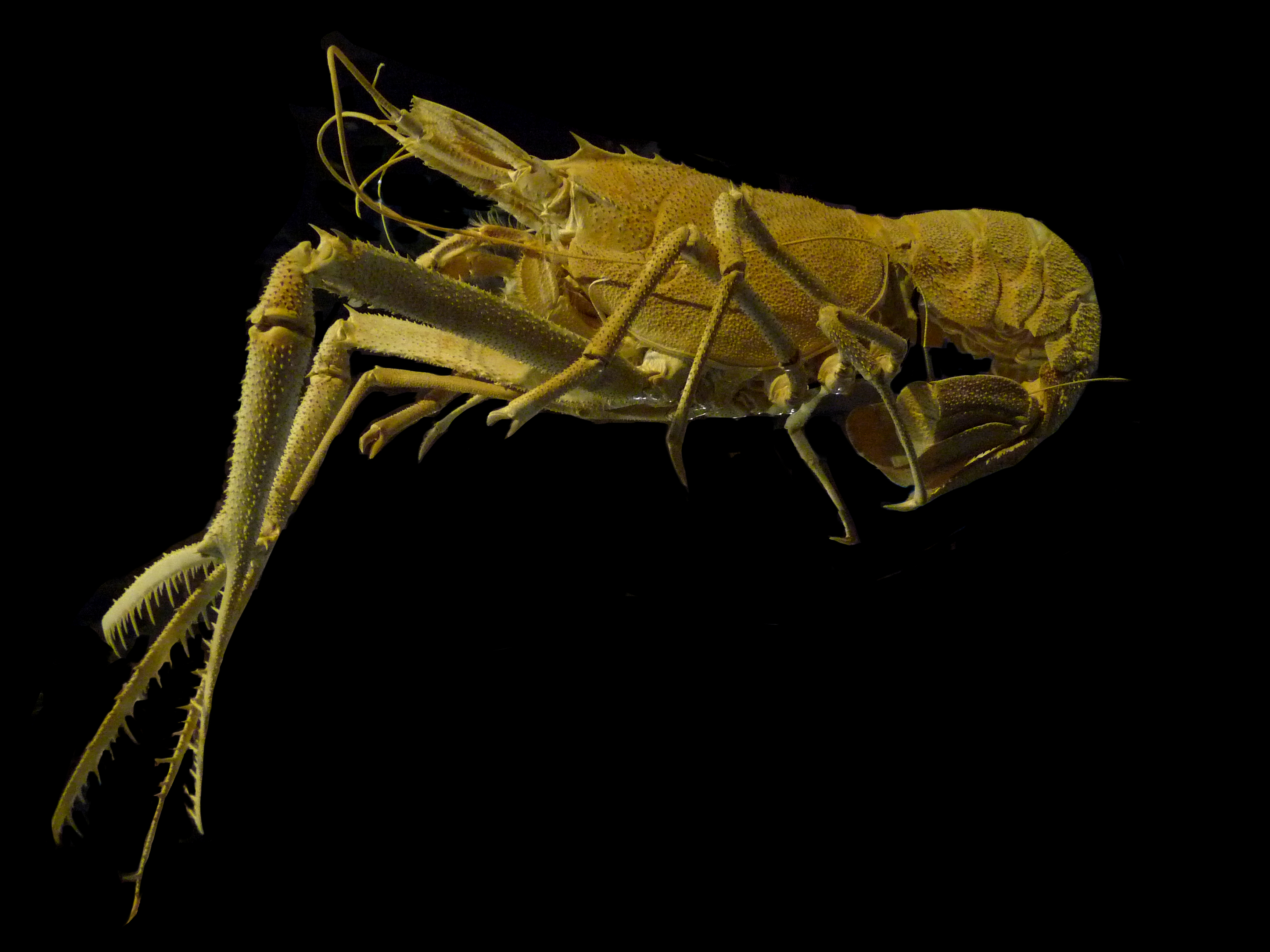